# Classe Notoro
La classe Notoro (能登呂型給油艦, Notoro-gata kyūyukan) était une classe de sept pétroliers construits pour la Marine impériale japonaise servant pendant les années 1920 et la Seconde Guerre mondiale. Également appelés pétroliers de classe Erimo (襟 裳 型 給 油 艦, Erimo-gata kyūyukan), trois navires seront convertis pendant leur service.

## Construction
Ils furent construits selon les plans de Flotte huit-huit, de Flotte huit-quatre et de Flotte huit-six. Tous les navires de la classe furent baptisés d'après différents caps du Japon (par exemple, Irō est un cap au sud de la péninsule d'Izu).

## Historique
Les navires de la classe servaient à l'importation de pétrole brut entre l'Amérique du Nord et l'Asie du Sud-Est. Les classes Notoro et Ondo (en) ont effectué 388 voyages transportant au total de 3 000 000 tonnes de pétrole jusqu'en 1941.
Pendant la Seconde Guerre mondiale, leur faible vitesse les empêchait d'accompagner la flotte et les convois à travers le Pacifique. Leur principale tâche était le réapprovisionnement des bases navales japonaises.

## Navires de la classe
| Navire           | Photo | Constructeur                         | Quille posée     | Lancé             | Mise en service   | Fait |
| ---------------- | ----- | ------------------------------------ | ---------------- | ----------------- | ----------------- | --- |
| Notoro (能登呂)  |       | Kawasaki-Kōbe Shipyard               | 24 novembre 1919 | 17 juillet 1920   | 20 septembre 1920 | Converti en transport d'hydravions le 1er juin 1934. Sabordé à Singapour le 12 janvier 1947.                                                             |
| Shiretoko (知床) |       | Kawasaki-Kōbe Shipyard               | 24 novembre 1919 | 3 mai 1920        | 10 août 1920      | Converti en charbonnier en 1928. Reconverti en transport de munitions à une date inconnue. Coulé lors d'un raid aérien à Singapour, le 1er février 1945. |
| Erimo (襟裳)     |       | Kawasaki-Kōbe Shipyard               | 3 mai 1920       | 28 octobre 1920   | 16 décembre 1920  | Gravement endommagé par le sous-marin néerlandais HNLMS O 15 le 4 mars 1942. Démoli à Belitung.                                                          |
| Sata (佐多)      |       | Yokohama Dock Company                | 6 mars 1920      | 28 octobre 1920   | 24 février 1921   | Converti en navire de sauvetage sous-marin en 1938. Coulé pendant l'Operation Desecrate One à Palaos le 31 mars 1944.                                    |
| Tsurumi (鶴見)   |       | Ōsaka Iron Works, Sakurajima Factory | 10 mars 1921     | 29 septembre 1921 | 14 mars 1922      | Coulé par l'USS Cero (SS-225) (en) au sud de Davao à la position 5° 53′ N, 125° 41′ E, le 5 août 1944.                                                   |
| Shiriya (尻矢)   |       | Yokohama Dock Company                | 7 avril 1921     | 29 septembre 1921 | 8 février 1922    | Coulé par l'USS Trigger (SS-237) (en) au nord-est de Keelung à la position 26° 23′ N, 122° 40′ E, le 22 septembre 1943.                                  |
| Irō (石廊)       |       | Ōsaka Iron Works, Sakurajima Factory | 2 septembre 1921 | 5 août 1922       | 30 octobre 1922   | Gravement endommagé par raid aérien à Palaos le 31 mars 1944. Il chavire et coule le 17 avril 1944.                                                      |